# 3 فتيات مراهقات (فلم)
3 فتيات مراهقات هو فيلم تشويق وإثارة مصري للمخرج عبد الرحمن كيخيا عام 1973، القصة والحوار لعبد العزيز سلام، وشارك نبيل غلام في كتابة السيناريو والحوار. الفيلم من بطولة ميرفت أمين ويوسف شعبان وسهير رمزي  صدر الفيلم إلى دور العرض المصرية في 9 يوليو 1973. هذا الفيلم هو أول فيلم يخرجه عبد الرحمن كيخيا ولم يخرج بعده سوى فيلم وداعاً إلى الأبد. تدور الأحداث حول سامية، الفتاة التي تعرضت لحادثة إغتصاب بشعة وهى في سن صغير، مما تسبب لها في عقدة نفسية، ويحاول كل أفراد أسرتها التعاون لتغييرها وعلاجها.

## القصة
تعيش السيدة هدى (مريم فخر الدين) مع بناتها المراهقات الثلاث: سامية وهالة وصفاء، تعرضت سامية (ميرفت أمين) في طفولتها لمحاولة إغتصاب من أحد عمال الصيانة وأصبحت تنفر من العلاقات الجنسية ومن الرجال، وهي مكتفية بدراسة الفلسفة، وهي أيضاً مضربة عن الزواج ولا تعترف بالحب. هالة (سهير رمزي) فتاة متحررة تقضي وقتها في النادي وتعاني من ملاحقة الشاب وحيد (إبراهيم خان) لها في كل مكان، صفاء (هالة الشواربي) تعرفت بعد تخرجها من الجامعة على الشاب المهندس المحب للموسيقى ممدوح (عمر خورشيد) واتفقا على الزواج، ولكن المشكلة أن والدتها هدى تشترط أن يكون الزواج بالترتيب، فالكبرى سامية أولًا وهي التي ترفض الزواج. كان المعلم رضا (محمد رضا)، تاجر المواشي، يحب السيدة هدى وتقدم لخطبتها قبل زواجها من والد البنات، ولكن هدى رفضت لأنه غير متعلم، وهو الآن بعد موت زوجها يتعلم اللغة الإنجليزية حتى يصبح جديرًا بالزواج بها بعد زواج بناتها. يقوم المعلم رضا بمساعدة الأسرة ماديًا، وهو بمثابة ولي أمرهم. يعود الشاب أحمد (يوسف شعبان) بعد دراسة المحاماة بالخارج، ويلتقي بسامية ويعجب بها، ويشرح له صديقه ممدوح أن سامية لا ترحب بالرجال، وفي كل يوم تتعرف على شاب ثم تتركه لآخر. يتعرف أحمد على سامية ثم يتركها قبل أن تتركه هي مما يثير فضولها، ويتفق أحمد مع المعلم رضا على الإيقاع بسامية في حبه ويتزوجها ويفتح الطريق أمام المعلم رضا للزواج من هدى وأمام ممدوح للزواج من صفاء، ولهذا يستأجر أحمد بيتاً بجوار أسرة سامية. تتقدم هالة إلى الشركة الأهلية لوظيفة سكرتيرة صاحب الشركة (عدلي كاسب) وتكتشف أن الشاب وحيد الذي يلاحقها في كل مكان هو ابن صاحب الشركة. يتقدم ممدوح للزواج من صفاء، وترفض الأم حتى تتزوج سامية والتي ترفض تغيير موقفها. تغضب صفاء وتهجر البيت لتقضي ليلتها في فراش ممدوح، ولكن أحمد يعيدها في اليوم التالي بعد أن تم زواجها من ممدوح، ويتفق معهم أن يبقى زواجهم سراً، بينما يتفق مع المعلم رضا على خطة لإجبار سامية على تغيير مواقفها وأفكارها، وحسب الخطة يتم الحجز على أثاث بيت السيدة هدى وفاءًا لدين المعلم رضا بمحضر وهمي يحرره عبد السلام أفندي (إبراهيم سعفان) وشرطي وهمي هو سالم (منصور الجوهري). تطلب سامية من أحمد أن يتقدم لخطبتها تمثيلًا على المعلم رضا حتى يتنازل عن الحجز، وتتم الخطوبة، ويستمر التمثيل حتى تقع سامية في حب أحمد، ويصارحها بحبه الحقيقى فلا تمانع في الزواج، وقد تحرك قلبها بالحب، بينما تتغير أحوال وحيد وينتظم في العمل بشركة والده ويتزوج من هالة، ويعلن ممدوح زواجه من صفاء، ويصبح الطريق خاليًا أمام المعلم رضا للزواج من السيدة هدى.

## الممثلون
- ميرفت أمين: سامية
- يوسف شعبان: أحمد
- سهير رمزي: هالة (شقيقة سامية)
- مريم فخر الدين: السيدة هدى
- إبراهيم خان: وحيد (ابن صاحب الشركة الأهلية)
- هالة الشواربي: صفاء (شقيقة سامية الصغرى)
- عمر خورشيد: ممدوح (حبيب صفاء)
- محمد رضا: المعلم رضا (ولي أمر البنات وحبيب السيدة هدى)
- إبراهيم سعفان: عبد السلام أفندي (المحضر الوهمي)
- منصور الجوهري: سالم (الشرطي الوهمي)
- عدلي كاسب: صاحب الشركة الأهلية
- يوسف فخر الدين
- سيف الله مختار
- محمد شوقي
- سيد زيان
- ممتاز أباظة
- نور أباظة
- لويس يوسف
- سامي واصف
- فاروق علي
- سيد اللبان
- محمد السيد[8][9]

## الاستقبال
منح موقع قاعدة بيانات الأفلام العربية «السينما.كوم» الفيلم درجة 5.8/ 10.

## وصلات خارجية
- مقالات تستعمل روابط فنية بلا صلة مع ويكي بيانات